# Diecezja Setúbal
Diecezja Setúbal (łac. Dioecesis Setubalensis) – diecezja Kościoła rzymskokatolickiego w Portugalii. Należy do metropolii lizbońskiej. Została erygowana 16 lipca 1975.